# 新魯冰花
《新鲁冰花：孩子的天空》是一部於2009年4月3日上映的台灣電影，導演是陳坤厚，主要演員有陳至愷、周幼婷和童星吳浚愷。
《新魯冰花》的劇情改編自鍾肇政的同名小說，描述具有畫畫天才的國小學童古阿明故事，因年輕美術老師郭雲天的慧眼，讓不受看好的阿明，畫作得以參賽並獲得世界比賽第一名，但阿明最終得疾而終，只能由其父母代為領獎。

## 製作
魯冰花小說於1989年由楊立國導演，吳念真改編成電影。2006年時由客家電視台拍成電視劇後深受好評，收視率也創下客視開播紀錄，而興起重拍魯冰花電影。
導演陳坤厚原本對重拍魯冰花意願不高，不過在得知台灣臺南縣後壁鄉樹人國小美術教師吳鴻滄效法《魯冰花》故事裡至偏遠小學的教學理念受到感動而完成劇本。並將《新魯冰花》電影以兒童繪畫教育為主題，減少政治劇情。
2008年6月，《新魯冰花》獲行政院新聞局電影輔導金新台幣五百萬元，並得到外部投資新台幣一千萬元拍攝。電影於中國大陸福建省武夷山取景茶園拍攝一個月，後至吳鴻滄任教的樹人國小拍攝，並請樹人國小及安溪國小學童任臨時演員。
2008年6月29日，導演陳坤厚在2008台北電影節系列活動之一「台灣電影新勢力」，首次放映《新魯冰花》。

## 與1989年同名電影之相異處
由於舊魯冰花與新魯冰花的拍攝地點、製作團隊及演員不同，故事情節亦不相同。
- 古阿明於舊魯冰花為中山國小四年級生，於新魯冰花則成了樹人國小四年級生。
- 古茶妹於舊魯冰花為古阿明的姊姊，於新魯冰花則為古阿明及古阿生的妹妹。
- 古茶妹於舊魯冰花在古阿明出生前出生，於新魯冰花則是在古阿明及古阿生去世後出生。
- 古阿明於新魯冰花有胞弟古阿生，但在舊魯冰花則無。
- 古阿明的寵物於舊魯冰花是隻狗，於新魯冰花是隻貓。
- 古阿明的父親於舊魯冰花是反對古阿明作畫，於新魯冰花則由反對轉為贊成。
- 古阿明的母親於舊魯冰花已去世，於新魯冰花還活著。
- 古阿明於新魯冰花打算叫自己母親再生個胞弟胞妹，於舊魯冰花則無此打算。
- 郭雲天老師在開頭與古阿明作畫時，於新魯冰花簽上自己的名字，於舊魯冰花是簽「傻瓜」。
- 郭雲天老師於新魯冰花在未來與林志鴻開了一家美術班，於舊魯冰花則獨自一人離去。
- 古阿明的屋子於新魯冰花的面積較大，於舊魯冰花則面積較小。
- 古阿明作品落選時，於新魯冰花是一邊咒罵郭雲天老師，一邊折蠟筆，於舊魯冰花則在河邊丟蠟筆。
- 古阿明去世時於新魯冰花是在醫院，於舊魯冰花是在河邊。
- 古阿明於舊魯冰花是肝在生病，於新魯冰花古阿明則是感冒與發燒引起的併發性肺炎。
- 古阿明的願望於新魯冰花是走遍和畫遍全世界，於舊魯冰花則是希望有世界最大張的紙張，目的就是要畫張全世界最大張的圖畫。
- 古阿明抓茶蟲時於舊魯冰花是美術班師生一起幫忙抓，目的是為了幫古阿明抓茶蟲順便戶外寫生，於新魯冰花則是只有郭雲天老師幫忙抓，目的是為了幫古阿明繼續上美術班順便做家庭訪問。
- 古阿明到學校，於舊魯冰花要坐木筏過河，於新魯冰花只要走路即可，不需坐木筏過河。
- 郭雲天於新魯冰花打算叫古阿明與寵物貓一起走遍並畫遍全世界，於舊魯冰花無此打算。
- 古茶妹於舊魯冰花有上美術班，於新魯冰花則無。

## 外部連結
- 新魯冰花官方部落格 （页面存档备份，存于）

拍攝地點
- 樹人國小：新魯冰花專欄
- 影片拍攝地之一：台南縣樹人國小

電影資料庫
- Yahoo奇摩電影上《新鲁冰花：孩子的天空》的資料（繁體中文）
- MSN娛樂上《新鲁冰花：孩子的天空》的資料（繁體中文）

- 開眼電影網上《新鲁冰花：孩子的天空》的資料（繁體中文）
- 豆瓣电影上《新鲁冰花：孩子的天空》的資料 （简体中文）
- 时光网上《新鲁冰花：孩子的天空》的資料（简体中文）
- 香港影庫上《新鲁冰花：孩子的天空》的資料（繁體中文）
- 互联网电影数据库（IMDb）上《新鲁冰花：孩子的天空》的资料（英文）